# Конвой Хальмахера – Сармі (24.01.44 – 01.02.44)
Конвой Хальмахера — Сармі (24.01.44 — 01.02.44) — японський конвой часів Другої світової війни, проведення якого відбувалось у січні — лютому 1944-го. Відомості про операцію також згадують її як «Конвой А».
Вихідним пунктом конвою була затока Кау на острові Хальмахера (північна частина Молуккського архіпелагу), який відігравав важливу роль у постачанні японських сил на заході Нової Гвінеї.
24 січня 1944-го мінний загороджувач «Аотака» та допоміжний тральщик Wa-10 вийшли з Кау для супроводу конвою. Відомо, що 26 січня Wa-10 прибув до Манокварі (північно-східний кут півострова Чендравасіх), а «Аотака» в перші години 28 січня прибув до Сармі (дещо західніше від порту Голландія — сучасної Джаяпури).
Надвечір 28 січня 1944-го «Аотака» рушив з конвоєм назад, а 29 січня з Манокварі з ескортним завданням вийшов Wa-10. Відомо, що транспортну складову частину загону, який прямував з Нової Гвінеї на острів Хальмахера, становили судна «Тайсоку-Мару», «Сінсей-Мару № 17» (Shinsei Maru No. 17) та «Сінсей-Мару № 15» (Shinsei Maru No. 15).
У якийсь момент «Аотака» відокремився та попрямував до Соронгу (північно-західний кут півострова Чендравасіх), щоб узяти під охорону транспорти «Такома-Мару» та «Нанка-Мару». Останній у середині місяця прибув до Соронгу в конвої з Кау, проте 17 та 27 січня зазнавав пошкоджень внаслідок атак ворожої авіації. 31 січня «Аотака» вийшов з Соронгу разом із зазначеними двома транспортами та приєднався до конвою. Є відомості, що на підході до острова Хальмахера охорону підсилив мінний загороджувач «Вакатака».
За кілька годин після опівночі 1 лютого 1944-го на вході до затоки Кау американський підводний човен USS Hake атакував конвой, торпедував та потопив «Такома-Мару» і «Нанка-Мару». З першим загинуло лише 2 члени екіпажу, тоді як разом з «Нанка-Мару» були втрачені 7 членів екіпажу та 258 членів допоміжних формувань з Формози (Formosa Giyu Corps).